# Washington Circle

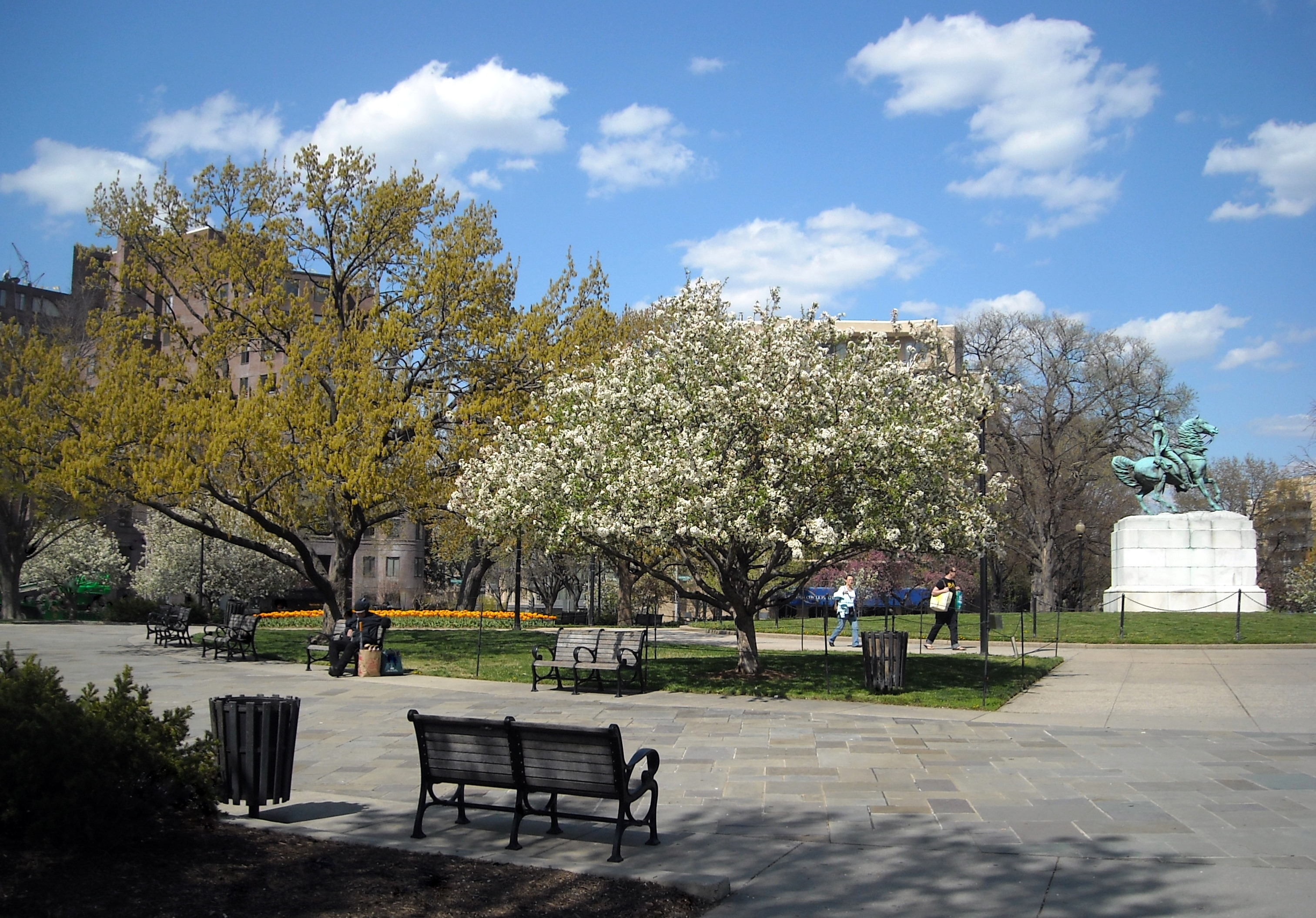
Ruiterstandbeeld van Washington in Washington Circle

Washington Circle is een rotonde en plein in het centrum van Washington D.C. Het ligt op de kruising van Pennsylvania Avenue, New Hampshire Avenue, K Street en de 23rd Street. Het verkeer van K Street (die deel uitmaakt van Highway 29) loopt via een tunnel onder het rotonde door.
De campus van de George Washington-universiteit in Foggy Bottom grenst aan het plein. Het dichtstbijzijnde metrostation is Foggy Bottom-GWU.
Washington Circle, aangelegd in 1856, is de oudste rotonde van de stad. In het centrum van de rotonde staat een ruiterstandbeeld van George Washington tijdens de Slag bij Trenton dat gemaakt is door beeldhouwer Clark Mills en werd onthuld op 22 februari 1860. Het beeld is gemaakt in overeenstemming met een resolutie van het Continental Congress aangenomen in augustus 1783. De resolutie zegt "dat een ruiterstandbeeld van generaal Washington moet worden opgericht op de plaats waar het Congres zal worden gehuisvest." De totale kosten voor het monument waren 60.000 dollar.
De National Park Service onderhoudt tegenwoordig het Washington Circle Park, de openbare ruimte rondom het ruiterstandbeeld van George Washington.